# La gang del bosco
La gang del bosco (Over the Hedge) è un film d'animazione in CGI del 2006, diretto da Tim Johnson e Karey Kirkpatrick e basato sulla striscia a fumetti statunitense Over the Hedge di Michael Fry e T. Lewis.
È stato presentato fuori concorso al Festival di Cannes 2006 e nella sezione per ragazzi "Alice nella città" della Festa del Cinema di Roma 2006. È uscito nelle sale italiane il 27 ottobre 2006.

## Trama
RJ è un procione senza casa e famiglia, molto appassionato di oggetti umani, in particolare del loro cibo. Dopo aver provato invano a prelevare un sacchetto di nachos da un distributore automatico in un'area picnic dell'Indiana, entra nella grotta del malvagio orso nero americano Vincent, non ancora svegliatosi dal letargo, per tentare di rubare il cibo umano che esso ha accumulato in grande quantità. Il procione però sveglia accidentalmente l'orso, una settimana prima della fine del suo letargo; a peggiorare ulteriormente le cose, nel tentativo di scappare, finisce per distruggere tutto il cibo. Vincent va su tutte le furie, così RJ promette di recuperargli tutto il cibo in una settimana: l'orso accetta il patto, ma minaccia il procione di ucciderlo se non dovesse rispettarlo.
Nelle vicinanze c'è una "famiglia" di animali che comprende la tartaruga Verne, lo scoiattolo rosso Hammy, l'opossum Ozzie con la figlia Heather, i porcospini Penny e Lou con i loro tre piccoli figli e la moffetta Stella. Essi si svegliano dal letargo e scoprono con orrore e sgomento che, mentre dormivano, gli esseri umani hanno distrutto quasi tutto il bosco costruendovi case e riducendo ad un parco cittadino la piccola area in cui si trovano, rendendo quasi impossibile per loro trovare da mangiare. Poco dopo, RJ arriva lì e, facendo assaggiare agli animali del bosco i nachos al formaggio, riesce a convincerli a rubare del cibo agli umani; in realtà, il procione ha come priorità saldare il conto personale con Vincent.
Dopo una settimana, RJ è riuscito sia a recuperare tutto il cibo da dare all'orso sia a sfamare i nuovi amici, ma le scorribande del gruppo di animali hanno attirato su di loro le furie di Gladys Sharp, la ricca presidentessa dell'associazione dei residenti del quartiere, la quale ha richiesto l'aiuto di Spartaco Sparapanzi, un esperto di disinfestazione. Nel frattempo Verne, avendo dei dubbi sulle vere intenzioni di RJ e preoccupato per la possibile reazione degli umani ai furti, decide di restituire gli alimenti rubati ai legittimi proprietari. RJ se ne accorge e tenta invano di fermarlo, ma alla fine dopo un rocambolesco inseguimento da parte di un Rottweiler giocherellone, i due finiscono per distruggere tutto il cibo accumulato. Gli altri animali, credendo Verne invidioso del procione, si infuriano con la tartaruga, che si allontana da sola nel bosco.
RJ si ritrova quindi al punto di partenza, preoccupato di non poter prestar fede al patto con Vincent e consapevole che l'orso, con la sua furia, sarebbe per il gruppo un pericolo ancora maggiore degli umani del quartiere. Sul punto di rivelare a Verne l'accordo con Vincent, RJ scopre che Gladys darà una festa di inaugurazione del quartiere e comprende che si tratta di un'ottima occasione per recuperare in poco tempo tutto il cibo perduto.
Verne viene perdonato dagli altri animali e si riunisce a loro e ad RJ, il quale ha già formulato un piano: trascina quindi tutti gli amici all'interno della casa dell'umana pur sapendo che il giardino è disseminato di trappole, installate da Spartaco su richiesta di Gladys, tra le quali vi è anche un terribile "Sconciator Turbo", un sistema robotico automatizzato illegale in quasi tutti gli stati, che rileva qualunque essere vivente non appena esso entra nel suo raggio d'azione grazie ad un reticolo laser, lo cattura chiudendolo fisicamente in gabbia e lo brucia.
RJ e gli altri riescono a disattivare le trappole grazie a Hammy, a distrarre Tigre, il gatto-sentinella di Gladys, travestendo Stella da gatta nera che lo seduce, e ad entrare nella casa rubando tutto il cibo. Mentre si apprestano ad uscire, il procione si accorge di essersi dimenticato del cibo preferito di Vincent, un tubo di patatine di nome Tuberine, quindi cerca di rientrare e prenderlo, ma si fa scoprire. RJ riesce a salvarsi e a scappare, mentre gli altri animali vengono catturati da Spartaco.
Il procione porta il bottino all'orso, che si complimenta per l'ottimo lavoro e per la cattiveria dimostrata, sia per aver rubato il cibo sia, soprattutto, per non essersi preoccupato degli amici, che ora sono prigionieri sul furgone del disinfestatore e vengono trasportati via per essere soppressi. Preso dai sensi di colpa per aver tradito gli amici e rendendosi conto di quanto fosse prezioso il legame con loro, RJ si appresta ad andare a salvarli, riprendendosi il carico di provviste appena consegnato a Vincent e lanciandolo contro il veicolo. Spartaco viene messo K.O. dallo scontro e, mentre il procione cerca di farsi perdonare dal gruppo, il furgone viene assaltato dal furibondo Vincent, intenzionato a uccidere RJ e gli altri. L'orso tuttavia non riesce ad afferrare il furgone, che prende il volo e va a schiantarsi contro la casa di Gladys, distruggendola e scatenando la furia della proprietaria contro il gruppo.
Spartaco intanto si riprende e Vincent riesce a trovare la combriccola, rifugiata al momento nella foresta. Dopo una rapida fuga, i protagonisti si ritrovano intrappolati nella siepe che separa la foresta dal quartiere, sotto attacco da parte di Vincent con i suoi artigli, di Gladys armata con un decespugliatore e di Spartaco con un taser. Grazie all'aiuto di Hammy, a cui viene fatta bere una bibita con caffeina che lo rende in grado di correre addirittura più velocemente della rotazione della Terra, la combriccola riesce a salvarsi e a spedire i tre nemici nella griglia laser del giardino di Gladys, dove vengono messi K.O. grazie allo Sconciator Turbo, impostato da Hammy per catturare bestie di grossa taglia.
Vincent viene quindi portato sulle Montagne Rocciose, mentre Gladys e Spartaco vengono arrestati per la vendita e l'utilizzo della trappola illegale. RJ e Tigre rimangono con Verne, Hammy e gli altri, facendo ora parte della "famiglia". Lo scoiattolo inoltre, grazie alla bibita, ha anche ritrovato la sua scorta di ghiande per tutti, che durerà per molto tempo.

## Personaggi
- RJ: il protagonista del film, è un procione rimasto senza una famiglia ed un luogo dove vivere, ossessionato dagli esseri umani e dai loro oggetti e cibi. Dopo aver accidentalmente distrutto tutte le provviste dell'orso Vincent cerca di recuperarle entro una settimana altrimenti verrà ucciso da esso.
- Verne: il deuteragonista del film, è una tartaruga, capo della "famiglia" di animali. Inizialmente è molto diffidente e scettico nei confronti di RJ e dei suoi piani anche se poi finirà per diventare il suo migliore amico. Ha un carattere insicuro e protettivo, anche se a volte un po' scorbutico anche se fa del suo meglio per prendersi cura di tutto il gruppo di animali;una gag ricorrente è che gli da molto fastidio quando qualcuno lo definisce un anfibio, perché in realtà è un rettile e come tale vuole essere etichettato.
- Hamilton "Hammy": è uno scoiattolo molto allegro e vispo, capace di correre velocissimo, ma anche un po' ingenuo e con una scarsa capacità di concentrazione.
- Stella: è una moffetta, sebbene nel film venga definita come puzzola, con un carattere molto forte e aggressivo. Odia i pregiudizi rivolti a lei e alla sua specie e la paura che molti provano verso di lei sempre a causa della sua specie.
- Ozzie: è un opossum, molto bravo a fingersi morto. Ha una figlia di nome Heather che però molto spesso si vergogna delle finti morti del padre.
- Heather: è la figlia di Ozzie e si vergogna molto del padre quando finge di morire. Nonostante ciò, egli insiste a insegnarle la sua innata arte della recitazione nel fingersi morto.
- Lou: è un porcospino, padre di tre figli.
- Penny: è la porcospina moglie di Lou.
- Principe Tigerius Mamhud Shabal, detto "Tigre": è il gatto domestico di Gladys, un grosso persiano. Viene soprannominato "Tigre" da Stella per semplicità, a causa del suo lungo nome persiano. Alla fine del film rimane a vivere con RJ e gli altri animali nella foresta.
- Vincent: è l'antagonista principale del film, è un orso nero americano grosso, goloso e intelligente, ma allo stesso tempo malvagio, crudele, spietato ed egoista. Per l'inverno ha messo da parte una grande scorta di cibo ma, quando RJ gliela ruba e accidentalmente la distrugge Vincent impone al procione di recuperarla entro una settimana, altrimenti gli darà la caccia per ucciderlo.
- Gladys Sharp: è una degli antagonisti secondari del film, è una donna umana ricca, dall'atteggiamento dispotico e fortemente anti-ambientalista, che detesta gli animali selvatici ed è disposta anche a infrangere la legge pur di liberarsene; è inoltre la presidentessa dell'associazione locale dei residenti.
- Spartaco Sparapanzi: è uno degli antagonisti secondari del film, è un esperto di disinfestazione da animali che utilizza e vende sistemi potenti ed efficaci ma estremamente pericolosi e spesso anche illegali. Nella versione originale parla con un forte accento texano e si chiama Dwayne LaFontant.

## Accoglienza

### Incassi
Durante la prima settimana di proiezione il film incassò 38457003 $ in Nord America. Al termine delle proiezioni il film registrò un incasso di 155019340 $ in Nord America e 180983656 $ nel resto del mondo, per un incasso complessivo di 336002996 $.

### Critica
Il film è stato accolto in maniera generalmente positiva dalla critica. Sull'aggregatore di recensioni Rotten Tomatoes ha ottenuto il 75% dei giudizi professionali positivi, con un voto medio di 6.8 su 10 basato su 173 recensioni, mentre su Metacritic ha un punteggio di 67 su 100 basato su 31 recensioni.

## Riconoscimenti
- 2006 - Capri Awards
  - Miglior sonoro a Enzo Ghinazzi
- 2006 - Critics' Choice Movie Award
  - Candidatura per Miglior film d'animazione a Tim Johnson e Karey Kirkpatrick
- 2006 - Indianapolis International Film Festival
  - Premio del pubblico a Tim Johnson e Karey Kirkpatrick
- 2006 - Toronto Film Critics Association
  - Candidatura per Miglior film d'animazione a Tim Johnson e Karey Kirkpatrick
- 2007 - Annie Awards
  - Migliore regia a Tim Johnson e Karey Kirkpatrick
  - Miglior character design a Nicolas Marlet
  - Miglior storyboarding a Gary Graham
  - Candidatura per Miglior film d'animazione a DreamWorks Animation
  - Candidatura per Miglior animazione dei personaggi a Kristof Serrand
  - Candidatura per Migliore scenografia a Paul Shardlow
  - Candidatura per Miglior storyboarding a Thom Enriquez
  - Candidatura per Miglior recitazione a Wanda Sykes
- 2007 - Kansas City Film Critics Circle
  - Miglior film d'animazione a Tim Johnson e Karey Kirkpatrick
- 2007 - Online Film Critics Society
  - Candidatura per Miglior film d'animazione a Tim Johnson e Karey Kirkpatrick